# Ouled Sidi Brahim (M'Sila)
Ouled Sidi Brahim (em árabe: أولاد سيدي ابراھيم) é uma cidade e comuna localizada na província de M'Sila, Argélia. Segundo o censo de 2008, a população total da cidade era de 10 716 habitantes.